# 치즈스테레오
치즈스테레오(Cheezstereo)는 대한민국의 록 밴드이다.

## 구성원
- 이동훈 - 보컬, 기타
- 하승우 - 드럼
- 이현이 - 베이스

### 전 구성원
- 이은택
- 한동균
- 최영휴

## 음반
- 데뷔 싱글앨범 Oh Yeah (2008년 10월 31일)
- 1집 Don`t Work, Be Ha.. (2009년 9월 11일)
- 화성 로맨스 (2010년 3월 30일)
- TWO NIGHTs (2012년 2월 17일)
- 패션피플 (2012년 4월 13일)

## 공연
- 2007년 서울 프린지 페스티벌 참가
- 2006년 10월 살롱바다비, 클럽 빵, FF, 사운드 홀릭

## 경력
- 2008년 EBS 스페이스 공감 12월의 헬로루키